# Renanthera edelfeldtii
Renanthera edelfeldtii är en orkidéart som beskrevs av Ferdinand von Mueller och Friedrich Fritz Wilhelm Ludwig Kraenzlin. Renanthera edelfeldtii ingår i släktet Renanthera och familjen orkidéer. Inga underarter finns listade i Catalogue of Life.